# The Last Winter
The Last Winter (br: Colapso no Ártico) é um filme em inglês de 2006, do gênero de horror, dirigido, roteirizado, produzido e montado por Larry Fessenden. A trilha sonora foi assinada por Jeff Grace.

## Elenco
Segue a lista do elenco:
- Ron Perlman - Ed Pollack
- Connien Britton - Abby Sallers
- James LeGross - James Hoffman
- Jamie Harrold - Elliot Jenkins
- Larry Fessenden - Charles Foster
- Kevin Corrigan - Motor
- Zach Gilford - Maxwell McKinder
- John Speredakos - Homem do tempo